# Richard FitzRalph
Richard FitzRalph (també Fitz Ralph; c. 1300 a Irlanda – 16 de desembre de 1360 en Avinyó) fou un teòleg, professor universitari irlandès i arquebisbe d'Armagh que visqué durant el segle xiv.

## Vida i obra
FitzRalph nasqué en una família burgès benestant d'origen Hiberno-normand a Dundalk, Irlanda. Es té notícies d'ell com a 
ex-alumne i professor del Balliol College, a la Universitat d'Oxford en 1325 (la qual és la notícia més primerenca coneguda d'ell). Envers 1331, fou mestre en Teologia, i poc després esdevingué vice-Canceller de la Universitat. Això fou un èxit sense predecents gairebé per a una persona que encara no havia complert els 40 anys, i menys encara per a un irlandès (encara que Prince, a la seua obra "Worthies of Devon" diu que ell provenia de Devon).

Com a vice-canceller, FitzRalph afrontà la crisi causada per la famosa secessió de mestres i estudiants a Stamford, a Lincolnshire, i hom creu que aquest afer podria haver causat la seua primera visita a la cort papal a Avinyó en 1334. Tornà a Anglaterra l'any següent, després d'haver estat nomenat degà de la catedral de Lichfield — tot i que tenia les canongies i prebendes de Crediton i Bosham, i que s'havia ja fet provisió per a ell de la Cancelleria de Lincoln i de les canongies i prebendes d'Armagh i Exeter, hagué de renunciar a tot això. En 1337 fou obligat altra volta a visitar Avinyó, on romangué fins 1344. El 31 de Juliol de 1346, fou consagrat com a arquebisbe d'Armagh. En ambdues posicions fou apreciat com un administrador competent.
A partir de 1344, FitzRalph començà a enregistrar en forma de diari els seus sermons. Els més curts i insubstancials foren resumits, mentres que els sermons més llargs, erudits i teològics foren transcrits en la seua totalitat. Això es pot dir en especial dels sermons que predicà en Avinyó. Ambdues formes de sermons foren escrits en llatí, i palesen el seu amor per l'estudi, compartit per amics com Richard de Bury. Hom creu també que envià molts dels seus capellans a estudiar a Oxford per a augmentar els seus coneixements. Els seus escrits inclouen les seues idees sobre l'infinit, la predestinació i el lliure albir. Igual que els seus compatriotes irlandesos Henry Crumpe i John Whitehead, estigué implicat en la controvèrsia amb els frares Franciscans.
Els textos demostren que FitzRalph estava preocupat pels problemes socials d'Irlanda – vint-i-nou sermons foren predicats a Dundalk, Drogheda, Dublin i diversos llocs del comtat de Meath a eclesiàstics (als quals criticava per la seua poca vocació), mercaders (als quals atacava per gastar massa diners en extravagàncies i de pràctiques comercials deshonestes) i al poble en general, entre el qual era un predicador molt popular. En un temps en què sovint hi havia relacions racials hostils entre els colons i els nadius, prengué una postura honorable en denunciar la discriminació contra els irlandesos que parlaven gaèlic. Tot i que a voltes era sever, això estava compensat pel seu acostament molt seriós però també just i equànim al poble al qual predicava, ja fóra aquest anglo-irlandès, o gaèlic.
Visità Avinyó per tercera volta els anys 1349–1351, on hom creu que participà en les negociacions entre l'Església Apostòlica Armènia i el Papa Climent VI. La seua informació sobre la Pesta Negra és la primera constatació de la seua arribada a Irlanda. Des de la seua tornada a Irlanda en 1351 s'involucrà en el que fou una campanya personal a voltes dura contra diversos ordes de frares mendicants. Ell desitjava que els seus privilegis pel que fa a la confessió, la predicació, i altres actes que estaven afeblint el seu clergat secular foren revocats. A conseqüència d'això, feu una quarta visita a Avinyó en 1357 per a tractar el tema amb el Papa Innocenci VI. Morí allà el 16 de Desembre de 1360. En 1370, les seues despulles foren enterrades a l'església de Sant Nicolau, Dundalk, on fou venerat durant diversos segles i es documentaren miracles relacionats amb ell.
És possible que FitzRalph fóra canceller a la Universitat d'Oxford en 1360.